# Jordan Miliev
Jordan Hristov Miliev (in bulgaro Йордан Христов Милиев?; Peštera, 5 ottobre 1987) è un ex calciatore bulgaro, di ruolo difensore.

## Carriera

### Club
Dopo aver trascorso 4 stagioni alla Lokomotiv Plovdiv, nel 2009 si trasferisce al Levski Sofia.

### Nazionale
Con la nazionale bulgara conta 3 presenze collezionate nelle partite contro la Polonia, l'Arabia Saudita e la Serbia.

## Statistiche

### Cronologia presenze e reti in Nazionale
| Cronologia completa delle presenze e delle reti in nazionale ― Bulgaria | Cronologia completa delle presenze e delle reti in nazionale ― Bulgaria | Cronologia completa delle presenze e delle reti in nazionale ― Bulgaria | Cronologia completa delle presenze e delle reti in nazionale ― Bulgaria | Cronologia completa delle presenze e delle reti in nazionale ― Bulgaria | Cronologia completa delle presenze e delle reti in nazionale ― Bulgaria | Cronologia completa delle presenze e delle reti in nazionale ― Bulgaria | Cronologia completa delle presenze e delle reti in nazionale ― Bulgaria |
| Data                                                                    | Città                                                                   | In casa                                                                 | Risultato                                                               | Ospiti                                                                  | Competizione                                                            | Reti                                                                    | Note                                                                    |
| ----------------------------------------------------------------------- | ----------------------------------------------------------------------- | ----------------------------------------------------------------------- | ----------------------------------------------------------------------- | ----------------------------------------------------------------------- | ----------------------------------------------------------------------- | ----------------------------------------------------------------------- | ----------------------------------------------------------------------- |
| 3-3-2010                                                                | Varsavia                                                                | Polonia                                                                 | 2 – 0                                                                   | Bulgaria                                                                | Amichevole                                                              | -                                                                       |                                                                         |
| 12-10-2010                                                              | Istanbul                                                                | Arabia Saudita                                                          | 0 – 2                                                                   | Bulgaria                                                                | Amichevole                                                              | -                                                                       |                                                                         |
| 17-11-2010                                                              | Sofia                                                                   | Bulgaria                                                                | 0 – 1                                                                   | Serbia                                                                  | Amichevole                                                              | -                                                                       |                                                                         |
| Totale                                                                  |                                                                         | Presenze                                                                | 3                                                                       |                                                                         | Reti                                                                    | 0                                                                       |                                                                         |

## Palmarès

### Club

#### Competizioni nazionali
- Campionato bulgaro: 1

Levski Sofia: 2008-2009
- Supercoppa di Bulgaria: 1

Levski Sofia: 2009